# Franziskanerkloster Leobschütz
Koordinaten: 50° 12′ 0,2″ N, 17° 50′ 0,2″ O

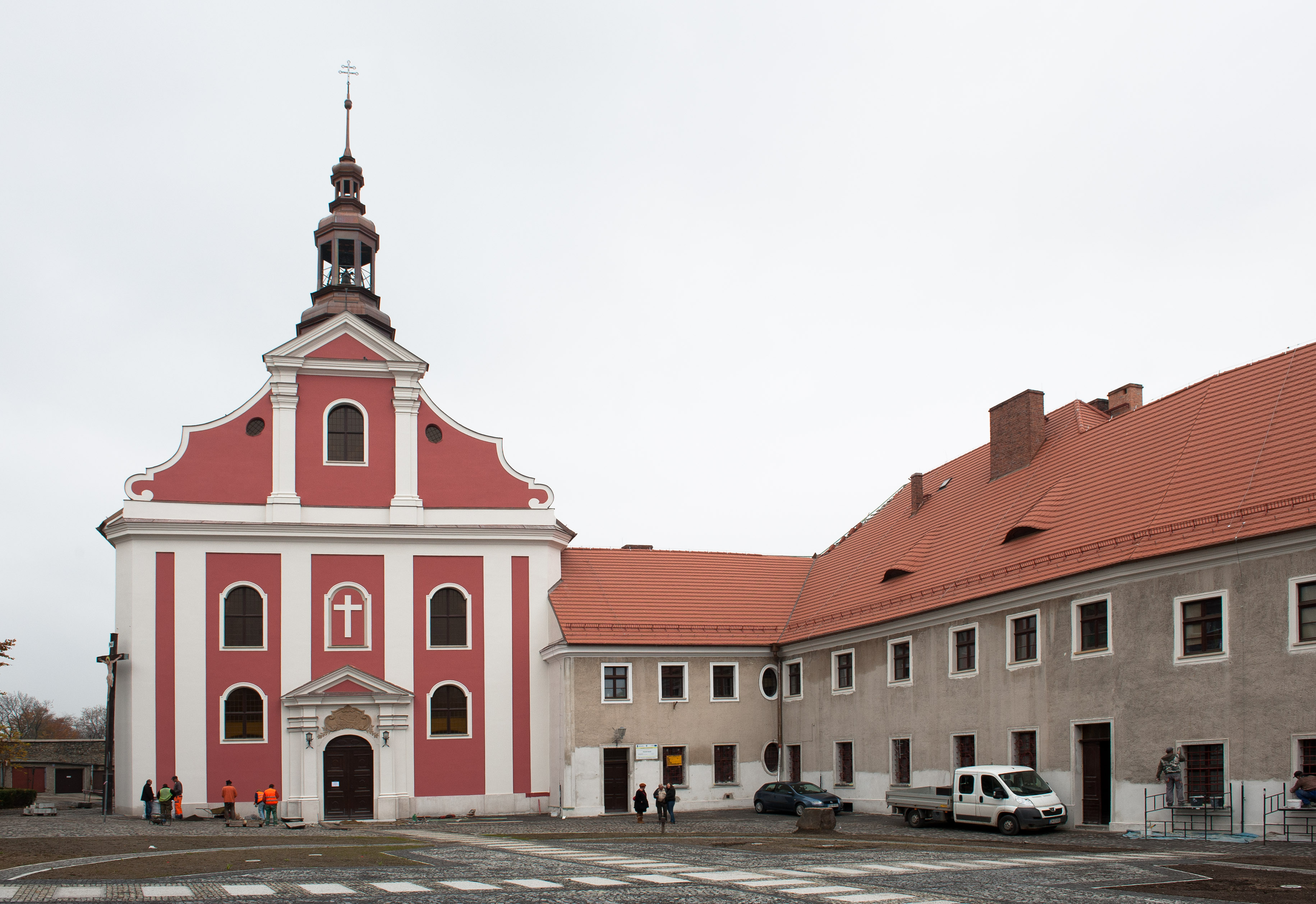
Klosterkirche und Konventsgebäude des ehemaligen Franziskanerklosters

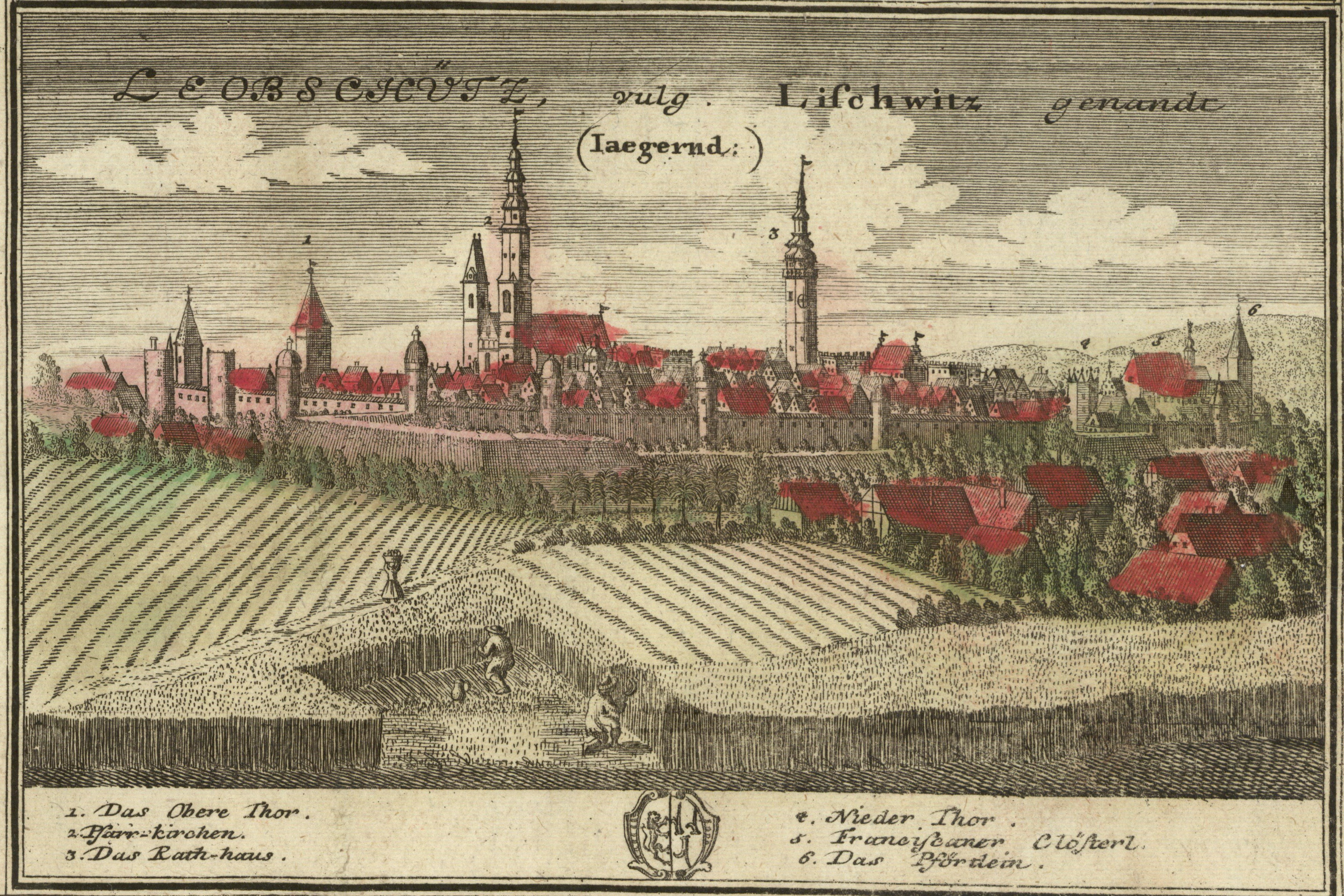
Stadtpanorama von Leobschütz um 1735 (aus Werner: Scenographia Urbium Silesiae. II. Tab.)

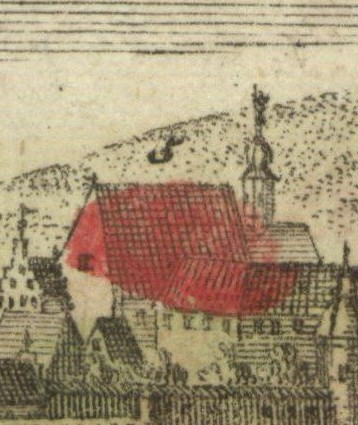
Klosterkirche, Ausschnitt

Das Franziskanerkloster Leobschütz war bzw. ist ein Kloster des Franziskanerordens (lateinisch ordo fratrum minorum, deutsch: Orden der Minderen Brüder, Ordenskürzel OFM, auch Franziskaner-Observanten) in Głubczyce (bis 1945: Leobschütz) in der Woiwodschaft Opole (Polen). Es wurde 1448 vom letzten Herzog Johann II. gegründet. Es bildete zunächst zusammen mit zwei anderen Observantenklöstern das kleine Oberschlesische Observantenvikariat. 1453 wurde das Kloster in das Österreichisch-Böhmische Observantenvikariat aufgenommen. 1541 wurden die Ordensbrüder gewaltsam aus der Stadt vertrieben. 1667 wurde das Kloster von böhmischen Franziskaner-Observanten neu besiedelt. Dieses Kloster wurde 1810 säkularisiert. 1921 wurden die Klostergebäude von schlesischen Franziskanern erworben, die in den Gebäuden erneut ein Kloster eingerichtet haben. Nach der Vertreibung mussten die deutschen Ordensbrüder 1945 das Kloster verlassen. Später wurde es von polnischen Franziskanern übernommen.

## Lage
Die ehemaligen Klostergebäude lagen ursprünglich östlich (außerhalb) des Mauerrings vor dem Gröbniger Tor. Sie wurden später in den Mauerring mit einbezogen. Die Klosterkirche war dem hl. Ägidius und dem hl. Bernhardin gewidmet. 1753/70 waren die spätmittelalterlichen Klostergebäude abgerissen und durch Neubauten ersetzt worden. Die barocken Gebäude stehen in der Zakonna 6. Die Klosterkirche ist eine spätbarocke Emporen-Hallenkirche mit einem vierjochigen Langhaus und kurzem einjochigem Chor mit Apsis. Auf dem Satteldach befindet sich ein Dachreiter. Die Klostergebäude bilden ein Rechteck, das einen rechteckigen Klostergarten umschließt. Nach Südwesten schließt sich der ehemalige Gymnasiumstrakt an. Die Gesamtanlage wurde 2002 restauriert.

## Geschichte
1428 nahmen die Hussiten das Städtchen Ober-Glogau (seit 1945 Głogówek im Herzogtum Klein Glogau) ein und brannten es nieder, darunter auch das dortige Franziskaner- oder Minoritenkloster. Die Bewohner des Klosters waren schon vorher in das Kloster Beuthen geflohen. Der Provinzial der böhmischen Ordensprovinz, Johann Kmita, und der Oberglogauer Guardian Petrus baten die drei gemeinsam regierenden Brüder des Herzogtums Beuthen-Cosel, ihnen eine neue Unterkunft in ihrem Herrschaftsbereich zu schenken. Am 24. März 1431 stellten die drei herzoglichen Brüder Konrad der alte Weiße, Konrad der Kanthner und Konrad der Junge die Gründungsurkunde für das Franziskanerkloster in Cosel aus. Cosel und Beuthen schlossen sich bald darauf der Observanzbewegung innerhalb des Franziskanerordens an. Das Kloster in Cosel hatte sehr regen Zulauf, und so gestattete Papst Eugen IV. 1443 den Observanten der böhmischen Ordensprovinz die Annahme von drei weiteren Klöstern, durch Reform eines bestehenden Klosters oder auch durch eine Neugründung.
Auch Herzog Johann II., („der Fromme“) von Leobschütz wollte in seinem Herrschaftsbereich ein Franziskaner-Observantenkloster gründen. Er kaufte den Ordensbrüdern mehrere kleine Häuser, eine Ölschlägerei, eine Büttelei und einen Pferdestall vor dem Gröbniger Tor von Leobschütz und ließ alles niederreißen. Laut Stiftungsbrief vom 26. September 1448 schenkte er dieses Areal den Observanten. Sie errichteten mit Hilfe der Bürgerschaft ein erstes, aus Holz gebautes Kloster mit Kirche. Nach Lucius Teichmann dürften die Ordensbrüder der Gründergeneration aus Cosel gekommen sein. Um 1450 bildeten die drei Klöster Beuthen, Cosel und Leobschütz ein eigenes Observantenvikariat innerhalb der böhmischen Ordensprovinz mit dem von ihnen gewählten Leiter Nikolaus aus dem Franziskanerkloster in Glatz.
1452 erhielt Johannes Capistranus vom Papst die Erlaubnis zur Gründung des Österreichisch-Böhmischen Observantenvikariats (vicaria Austriae et Bohemiae), d. h. er durfte so viele Klöster in sein Vikariat aufnehmen, wie er für die Observanzbewegung gewinnen konnte. Das erste Kapitel (Jahrestagung) des Österreichisch-Böhmischen Observantenvikariats fand am 8. September 1452 in Wien statt. Zum Provinzvikar wurde Gabriel von Verona gewählt. Im zweiten Kapitel von Breslau 1453 wurden auf Antrag des Vikars der drei schlesischen Observantenklöster, Nikolaus von Glatz, die Klöster in Beuthen, Cosel und Leobschütz in das Österreichisch-Böhmische Observantenvikariat aufgenommen. Zum Provinzvikar des Österreichisch-Böhmischen Observantenvikariats wurde nun Christoph von Varese gewählt. Er sollte auch die Reform nach italienischem Vorbild in den drei neu aufgenommenen Klöstern organisieren. So verbot er z. B. Pferde und Wagen zum Transport der gesammelten Almosen; nur ein Esel war erlaubt.
Johannes Capistranus kam auf seiner Reise von Breslau nach Wien im Sommer 1454 auch persönlich nach Leobschütz. Hier soll er einem Brunnen im Hof des Klosters seinen besonderen Segen gespendet haben. Dieser Brunnen lieferte auch in den trockensten Sommermonaten gutes Wasser. Nach älteren Autoren soll er die Bürger von Leobschütz dazu angehalten haben, das Kloster zu erbauen. Vermutlich ist diese Nachricht so zu verstehen, dass das Kloster damals noch nicht fertiggestellt war. Nach Pietsch soll er auch einige Ordensbrüder, die er aus Italien mitgebracht hatte, zur Sicherung seiner Reformen, im Kloster Leobschütz zurückgelassen haben.
Das neue Österreichisch-Böhmische Observantenvikariat wuchs sehr rasch an, und 1467/69 wurde das Vikariat in eine Polnische, Böhmische und Österreichische Observantenprovinz geteilt. Leobschütz kam dabei zur Böhmischen Observantenprovinz.
1476 gingen die hölzernen Gebäude des Klosters im Stadtbrand in Flammen auf. Die abgebrannten Gebäude wurden in den folgenden Jahren durch Gebäude aus Stein ersetzt. Am 16. September 1480 konnte der Chor der neuen Klosterkirche mit dem Hochaltar durch Bischof Wilhelm von Nikopolis und Weihbischof in Olmütz geweiht werden. Außerdem erhielten Gläubige, die an den Festtagen der Kirchenpatrone in der Kirche die Beichte ablegten, einen Ablass von 14 Tagen. Anfang 1483 (1482? 1485?) starb Herzog Johann II. ohne Nachkommen und wurde vor dem Hochaltar in der Klosterkirche Leobschütz bestattet.
Das Herzogtum Leobschütz wurde als erledigtes Lehen von König Matthias Corvinus eingezogen und seinem Sohn Johann Corvinus übertragen. 1490 starb König Matthias Corvinus, und Johann Corvinus verlor die meisten Besitzungen, die ihm sein Vater übertragen hatte wieder, darunter auch Leobschütz. Das Herzogtum Leobschütz wurde in dieser Zeit mit dem Herzogtum Jägerndorf verbunden. Von 1490 bis 1503/06 wurde Leobschütz von Peter von Haugwitz verwaltet. 1503/06 kam es durch Tausch an Johann von Schellenberg, der es bald darauf an Johann Plankner von Kynsberg verpfändete. Dieser Besitzer verbot angeblich den Ordensbrüdern, die Klosterkirche einzuwölben, aus welchen Gründen geht aus der kurzen Mitteilung nicht hervor. Wir dürfen aber aufgrund dieser Nachricht davon ausgehen, dass zumindest die Klosterkirche immer noch im Bau war. Die Kirche blieb ungewölbt bis zu ihrem Abbruch 1756.
Am 19. Mai 1517 bildete Papst Leo X. mit der Bulle „Ite et vos in vineam meam“ aus dem Observanten-Zweig (Franziskaner) und dem Konventualen-Zweig (Minoriten) zwei unabhängige Orden. Aus dem Böhmischen Observantenvikariat wurde nun die Böhmische Franziskanerprovinz. Aus der ursprünglichen Böhmisch-polnischen Franziskanerprovinz bildeten sich durch Spaltung die Böhmische Minoritenprovinz und die Polnische Minoritenprovinz. Das Leobschützer Kloster gehörte nun zur Böhmischen Franziskanerprovinz.
Georg von Schellenberg verkaufte 1523 das Herzogtum Jägerndorf (einschließlich Leobschütz) für 58.900 ungarische Goldgulden an den Mark brandenburgischen Markgrafen Georg den Frommen, Herrscher der fränkischen Fürstentümer Ansbach und Kulmbach.

### Reformation und vorläufiges Ende des Klosters
Markgraf Georg führte 1524 die Reformation in seinem Herrschaftsbereich ein. Er brachte aus seinen fränkischen Stammlanden Verwaltungsbeamte und Prediger mit, um die Reformation rasch umzusetzen. Allerdings konnte sich die Reformation gegen den Widerstand des Franziskanerklosters und des katholischen Patrons der Stadtkirche, den Kommendator der Johanniterkommende Leobschütz, nur langsam durchsetzen. Erst 1534 konnte der nun evangelisch gesinnte Stadtrat gegen den Willen des Patrons einen evangelischen Prediger in der Stadtkirche einsetzen. In einem Schreiben des Stadtrats an den Hauptmann Hans Jordan von Jägerndorf wurde das Franziskanerkloster beschuldigt, sich den religiösen Neuerungen zu widersetzen. Damals zählte der Konvent noch 18 Ordensbrüder.
Am 29. April 1534 wies Markgraf Georg der Fromme als Herzog von Jägerndorf und Leobschütz seinen Hauptmann Hans Jordan an, dass er seinen Untertanen in Leobschütz und den umliegenden Flecken und Dörfern gebieten solle, den Franziskanern in Leobschütz keine Almosen mehr zu geben. Den Predigern in der Klosterkirche verbot er jeden verbalen Angriff auf die Neugläubigen. Erst 1535 führte Markgraf Georg auch offiziell die Reformation in Jägerndorf und Leobschütz ein und verlangte auch von den Franziskanern die Annahme des neuen Bekenntnisses. Die Franziskaner lehnten dies jedoch ab.
1536 verbot Markgraf Georg den Franziskanern, Gottesdienste zu halten, und ließ Bibliothek, Sakristei und Chor in der Klosterkirche sperren. Die Franziskaner beschwerten sich daraufhin bei König Ferdinand II., der daraufhin einen Mahnbrief an Markgraf Georg erließ, die Franziskaner nicht weiter zu schikanieren. Der Mahnbrief half nicht, denn Markgraf Georg hielt sich nicht daran. Aber auch die Franziskaner harrten trotz aller Widrigkeiten weiter in ihrem Kloster aus. Am 16. Dezember 1541 vertrieb Hauptmann Hans Jordan die Franziskaner schließlich gewaltsam aus dem Kloster. Angeblich mussten sie innerhalb von drei Stunden ihre Sachen packen und das Kloster räumen.
Die Klosterkirche wurde unmittelbar danach für den evangelischen Gottesdienst genutzt. Die Klostergebäude standen danach geraume Zeit leer. 1600 bis 1605 wurde die Klosterkirche von einer kalvinistischen Gruppe in Leobschütz für den Gottesdienst genutzt. 1603 brannten Klostergebäude und Klosterkirche aus. Die Kirche wurde notdürftig wieder instandgesetzt. Die Konventsgebäude wurden erst später wieder hergestellt.

### Die Wiederbesiedlung des Klosters
Das Herzogtum Jägerndorf einschließlich dem inkorporierten Herzogtum Leobschütz blieb bis 1622 im Besitz der brandenburgischen Markgrafen von Ansbach. Wegen der Unterstützung, die Markgraf Johann Georg dem Winterkönig Friedrich V. von der Pfalz gewährt hatte, verhängte der böhmische Landesherr Kaiser Ferdinand II. die Reichsacht über ihn und entzog ihm das Lehen. Der Kaiser übertrug daraufhin 1623 das Herzogtum Jägerndorf (einschließlich Leobschütz) dem erzkatholischen Fürsten Karl von Liechtenstein. Dieser versuchte nun mit allen Mitteln, die Rekatholisierung in Leobschütz durchzusetzen. Dazu setzte er 1625 eine „Reformationskommission“ ein, die alle evangelischen Bürger diskriminierte. Außerdem wurden die Jesuiten in die Stadt gerufen, die die Rekatholisierung durchführen sollten.
Eine Unterbrechung erfuhr die Rekatholisierung im Dreißigjährigen Krieg durch die Besetzung der Stadt 1645 bis 1650 durch schwedische Truppen. Die Klostergebäude wurden als Kaserne genutzt, die Klosterkirche wurde ein Pferdestall. Nach einer zeitgenössischen Chronik sollen die Pferde, die in der Kirche untergestellt waren, an unbekannten Krankheiten gestorben sein. Nach dem Abzug der Schweden wurde der Rekatholisierungsversuch fortgesetzt.
Die Zwangsmaßnahmen der von Liechtenstein gegen die noch überwiegend protestantische Stadt hatten nicht den gewünschten Erfolg, und 1658 wurden als Schikane 130 Soldaten, die „Liechtensteiner Dragoner“ in die Stadt einquartiert, die von der Stadt unterhalten werden mussten. Auch waren die Jesuiten bei den Bürgern der Stadt unbeliebt. Alle Zwangsmaßnahmen halfen nichts, die Bürger beschwerten sich beim Kaiser über ihren Landesherrn. Daher begann nun Fürst Karl Eusebius von Liechtenstein, der Sohn des Karl von Liechtenstein, 1659 Verhandlungen mit dem Provinzial der böhmischen Franziskanerprovinz über eine Rückkehr der Franziskaner, denn die Franziskaner hatten beim Volk einen guten Ruf. Die Verhandlungen konnten schließlich erfolgreich beendet werden. Am 17. September 1666 erhielt der Landeshauptmann Graf Matuschka den Auftrag, die Franziskaner wieder in ihr altes Kloster einzuführen. Die offizielle Übergabe der Gebäude war auf den 14. Juli 1667 festgesetzt. Der überwiegend protestantische Magistrat der Stadt protestierte zwar gegen diese Übergabe, jedoch ohne Erfolg. Nach der Feier einer hl. Messe in der Pfarrkirche zogen die Neuankömmlinge mit zahlreichem Anhang zum Kloster. Dort überreichte ihnen der Dekan von Troppau, Komtur Maximilian Lindner vom Deutschen Orden, feierlich die Schlüssel zum Kloster. Die Klostergebäude waren aber unbewohnbar, und die Klosterkirche war verwüstet. Sie konnte erst zwei Wochen später wieder geweiht werden. Am 3. Oktober 1667 gab auch der Olmützer Bischof Karl Graf von Liechtenstein-Kastelkorn seine Zustimmung zum Wiederaufbau des Klosters. Die Brüder mussten aber bis 1671 zur Miete in einem Nachbarhaus wohnen, bis die Klostergebäude wieder bewohnbar gemacht waren. Nach längerem Hinhalten und schließlich erst nach einer landesherrlichen Strafandrohung gab der Magistrat auch den Kirchenschatz des Klosters heraus, den er 1541 beschlagnahmt hatte, darunter waren 18 Kelche und eine vergoldete Monstranz. Das Kloster hatte außer einer Wiese, die sogenannte Mönchswiese bei Schlegenberg, keinen Grundbesitz und auch keine Fundationen (Jahrtagsstiftungen u. a.). 1673 wurde das Kloster auf dem Zwischenkapitel der Böhmischen Franziskanerprovinz, das in Leobschütz abgehalten wurde, unter die Guardianate bzw. Konvente aufgenommen. Zum ersten Guardian wurde Basilius Gilge gewählt. 1676 wurden ein neuer Hochaltar (bzw. Retabel), eine Kanzel und Beichtstühle angeschafft. Der Stadtpfarrer Scharkovius von Neustadt schenkte dem Kloster eine kleine Glocke. Bald darauf konnte noch eine zweite, größere Glocke beschafft werden.
1678 hatte der Konvent schon 15 Mitglieder. Das alte Kloster vor dem Neubau hatte 25 Zellen, einen Gästeraum, ein Krankenzimmer, eine Bibliothek, drei Vorratsräume und Extraräume für den Provinzialminister und ein Sekretariat. Das Gebäude maß in Ost-West-Richtung 54 Ellen (Prager Elle rd. 60 cm, also ca. 32,4 m) und 46 Ellen (etwa 27,6 m) in der Breite. Dazu gehörte ein Garten mit 111 Ellen (rd. 66,6 m) Länge und 189 Ellen Breite (rd. 113,4 m); er lag nahe an der Stadtmauer. Nach Severin Wrbczansky maß die Klosterkirche 52 Ellen (rd. 31 m) in der Länge und 32 Ellen in der Breite (rd. 19,2 m). Sie hatte sieben Altäre, der Hauptaltar war den Kirchenpatronen SS. Aegidius und Bernhardin von Siena geweiht. In der Kirche wurden eine Heiligkreuzrelique, eine Stoffrelique vom Gewand des hl. Johannes Capistranus sowie eine Armrelique des hl. Magnus aufbewahrt. 1693 wurden zwei Krypten in der Klosterkirche gegraben, deren Zugang sich in der Nähe der Kanzel war.
1720 konnte im Kloster ein Noviziat eingerichtet werden. Außerdem betreuten die Ordensbrüder eine Zeitlang die vier Kilometer südlich der Stadt gelegene Pfarrei Badewitz.

### Siegel
Das Siegel des Klosters (von 1672) zeigte den Hl. Aegidius mit Pontifikalinsignien (Mitra und Abtstab) sowie den Hl. Berhardin von Siena, der den Namen Jesu in der Hand hielt. Die Umschrift lautete: SIGILLUM CONV. LEOBSCHIC. SS. AEGIDII ABBAT. & BERNARDINI FRAT. MIN. REFORM.

### Preußische Zeit
Mit dem Einmarsch von Friedrich II. in Schlesien und dem Frieden von Berlin kam der größte Teil von Schlesien und damit auch Leobschütz 1742 an Preußen. Friedrich II. drängte daraufhin auf die Loslösung der schlesischen Klöster sämtlicher Orden von den jeweiligen Mutterprovinzen in Österreich, Böhmen und Mähren. 1755 bildete der Generalminister der Franziskaner Pedro Juan de Molina aus den nun in Preußisch-Schlesien gelegenen Franziskanerklöstern der böhmischen Ordensprovinz eine neue Schlesische Franziskanerprovinz zur hl. Hedwig, der nun auch das Kloster in Leobschütz angehörte. 1747 hatte der Konvent 24 Mitglieder.
1753 wurden die alten Klostergebäude teilweise abgebrochen und mit tatkräftiger Mithilfe von zahlreichen Gläubigen ein Neubau aufgeführt.

### Das Gymnasium
1751 stiftete Joseph Wenzel von Liechtenstein beim Kloster ein katholisches Gymnasium. Die Lehrer wurden vom Kloster gestellt. Die Behörden waren mit der Einrichtung einverstanden, unter der Voraussetzung, dass sie allen Konfessionen offen stehen sollte. Die von den Franziskanern eingereichten Lehrpläne wurden auf ihre behördlichen Anforderungen geprüft. 1752 wurde die Schule mit 122 Schülern in sechs Klassen eröffnet. Aufgrund der wesentlichen finanziellen Unterstützung durch das Haus Liechtenstein wurde das Gymnasium Fürstlich Liechtenstein'sches Gymnasium benannt. Um 1800 waren von den sechs unterrichtenden Professoren am Gymnasium nur zwei weltliche, die vier anderen Lehrkräfte gehörten dem Franziskanerorden an. Das Klostergymnasium wurde durch ein staatliches Reglement 1801 aufgelöst bzw. auf Bitten des Landrats nun als Königliches Gymnasium umtituliert. Der Lehrbetrieb wurde in den Klostergebäuden weitergeführt, bis 1902 ein neues städtisches Schulgebäude errichtet wurde.

### Neubau der Klosterkirche
Eine der ersten Amtshandlungen des neuen Provinzials und früheren Guardians von Leobschütz war die Planung des Neubaus der Klosterkirche. Die Kirche war bei einem Brand 1603 schwer beschädigt und anschließend nur notdürftig wieder hergestellt worden. Auch der Dreißigjährige Krieg hatte die Bausubstanz weiter geschädigt, und die Ausbesserungen nach der Wiederbesiedlung des Klosters hatten diese Schäden nicht beseitigen können. Das Dach war schadhaft, es regnete an mehreren Stellen durch, entsprechend war das Holz des Daches an vielen Stellen morsch. Das Gewölbe im Chor hatte Risse und drohte einzustürzen. Im Grunde war die Kirche nicht mehr zu retten und musste durch einen Neubau ersetzt werden. Der damalige Landesherr, der Fürst von Liechtenstein und die Landeshauptmannschaft gaben schließlich grünes Licht für den Neubau. Am 21. April 1756 begann man mit dem Abriss und bereits am 7. Mai konnte der Grundstein mit den Buchstaben Z. P. M. P. gelegt werden. Schon im Herbst 1757 konnte der Bau unter Dach gebracht werden. 1757 erfolgte der Innenausbau und das Aufsetzen eines Dachreiters, sodass am 16. Oktober 1758 der Schlussstein gesetzt werden konnte. Die feierliche Weihe fand am 25. November 1758 statt. 1767 wurde der letzte Teil der alten Klostergebäude niedergelegt und neu errichtet.

### Das Ende des (zweiten) Klosters
Mit dem Säkularisationsedikt König Friedrich Wilhelms III. vom 30. Oktober 1810 wurde das Franziskanerkloster Leobschütz vom preußischen Staat eingezogen. Bei der Aufhebung des Klosters 1810 hatte der Konvent nur noch neun Mitglieder: fünf Geistliche und vier Laienbrüder. Um 1800 hatte der Konvent noch 17 Mitglieder. Mit der Verstaatlichung des Konvents in Leobschütz und der übrigen neun Franziskanerklöster in (Preußisch-)Schlesien wurde auch die schlesische Franziskanerprovinz zur Hl. Hedwig aufgelöst. Der Wert des Grundvermögens des Leobschützer Klosters wurde mit 10.131 Reichstalern, das Gesamtvermögen nach Abzug der Passiva mit 10.766 Reichstalern taxiert. 1813 wurde in den Klostergebäuden ein Militärlazarett eingerichtet. Als Besonderheit ist noch zu erwähnen, dass zwei Franziskaner weiterhin Gottesdienst in der Klosterkirche halten durften. Die beiden Patres durften auch im Kloster wohnen. Die anderen Konventsmitglieder mussten das Kloster bis zum 15. Januar 1811 verlassen. Die Klosterbibliothek erhielt im Wesentlichen das Gymnasium, etwa 100 Bände wurden in die Universitätsbibliothek in Breslau gebracht.

### Das dritte Kloster (1921 bis 1945)
Nachdem die Stadt Leobschütz 1902 ein neues Gebäude für das Königliche Gymnasium errichtet hatte, kaufte die Stadt die Gebäude. Zunächst wurde das neu gegründete Lehrerseminar in die Gebäude verlegt. 1905 wurde ein Neubau für das Lehrerseminar errichtet; die Klostergebäude standen nun leer. Die Stadt hatte keine Verwendung für die Gebäude, hatte aber für deren Erhalt zu sorgen. Sie nahm nun Verhandlungen mit dem Franziskanerorden über eine Rückkehr der Ordensbrüder und Übernahme der Gebäude auf. Der Franziskanerorden hätte nun gerne die Gebäude gekauft und wieder ein Kloster eingerichtet. Allerdings wurden nacheinander drei Anträge auf eine erneute Klostergründung durch den preußischen Staat abgelehnt. Die Klostergebäude wurden nun als Fabrikgebäude, Winterschule, städtisches Heimatmuseum und Wohngebäude genutzt.
Erst am 15. März 1918 kam dann die Genehmigung zur Errichtung des Klosters und zur Übernahme der ehemaligen Klostergebäude. Die Zustimmung des Heiligen Stuhls zur Gründung des Klosters wurde am 18. Januar 1919 ausgestellt. Am 15. Januar kaufte die Schlesische Franziskanerprovinz die Klostergebäude und die -kirche. Am 1. August 1921 übergab Prälat Nathan von Branitz als zuständiger Generalvikar offiziell den Ordensbrüdern die alten Klostergebäude. Sie wirkten dann vor allem als Prediger, aber auch als Beichtväter.
1939 hatte der Konvent in Leobschütz 11 Mitglieder, sechs Geistliche und fünf Laienbrüder. Im März 1945 eroberten russische Truppen die Stadt. Für etwa 100 Menschen wurde das Kloster wochenlang zum Asyl. Im September 1945 begannen die neu etablierten polnischen Behörden mit der Vertreibung der deutschsprachigen Einwohner. Die Menschen, die sich in das Kloster geflüchtet hatten, mussten die Gebäude zusammen mit den Franziskaner innerhalb kürzester Zeit verlassen. Am 28. September 1945 wurden 2000 Leobschützer Bürger in einen Transportzug gepackt, der sie nach Niederoderwitz bei Zittau brachte. Unterwegs wurden weitere 1.000 Menschen in den Zug gebracht. Insgesamt war der Zug für die kurze Strecke 14 Tage unterwegs. Entsprechend katastrophal waren die hygienischen Verhältnisse. Schon auf dem Transport starben fast 100 Menschen. Unterwegs brach dann Typhus aus. Der Guardian Ludwig Bogdanski konnte bei einem Stopp in Liegnitz einiges Brot erbetteln. Er blieb auch bei den Typhuskranken im Quarantänelager Niederoderwitz bis in den Dezember 1945, obwohl er keinen Typhus hatte. Später wurde er Seelsorger in Ebeleben im heutigen thüringer Kyffhäuserkreis.
Im Kloster leben und wirken heute polnische Franziskaner.

### Guardiane und andere Klosterämter
| Amtszeit                    | Guardian                                                                                   | Sonstige Ämter und Anmerkungen |
| --------------------------- | ------------------------------------------------------------------------------------------ | --- |
| 1526                        | Dominikus aus Weidenau                                                                     | Guardian |
| 1667 bis 1668               | Leopold Praesidentius                                                                      | (erster) Praesidens nach Reimann 1667 bis 1668 Praesidens in Leobschütz, 1676 bis 1676 Praesidens in Namslau, 1679 bis 1681 Guardian in Tachau, 1682 bis 1685 Guardian in Pilsen |
| 1668 bis 1669               | Antonius Judenfeindt                                                                       | erster Praesidens nach Wrbczansky er war 1670 bis 1672 und 1682 bis 1685 Guardian in Schlan, 1674 bis 1675 Guardian in Prag, 1678 bis 1681 Guardian in Kremsier, 1687 bis 1689 Guardian in Jauer, 1689 bis 1690 Guardian in Glogau, 1693 bis 1694 Guardian in Pilsen, 1696 bis 1698 Guardian in Kaaden, 1698 bis 1699 Guardian in Tachau                                                |
| 1669 bis 1672               | Bonaventura Troylo                                                                         | Praesidens |
| seit 1. Mai 1673 bis 1674   | Basilius Gilge                                                                             | erster Guardian! |
| 1674 bis 1675               | Cyrillus Postremus                                                                         | er war 1663 bis 1664 Praesidens in Troppau, 1666 bis 1668 Guardian in Glogau, 1670 bis 1673 Guardian in Neisse, 1674 bis 1675 Guardian in Leobschütz |
| 1675 bis 1876               | Prothasius Stachnikel                                                                      | |
| 1676 bis 1678               | Valentinus Jüttner                                                                         | er war 1662 bis 1663 und 1678 bis 1679 Guardian in Glatz, 1664 bis 1665 Guardian in Glogau, 1665 bis 1666 Guardian in Prag, 1666 bis 1668 Guardian in Kremsier, 1673 bis 1675 Guardian in Neisse |
| 1678 bis 1679               | Eduard von den Enden/Endten                                                                | er war 1681 bis 1683 Guardian in Brünn, 1683 bis 1884 Guardian in Troppau, 1685 bis 1686 Guardian in Neuhaus, 1689 bis 1691 Guardian in Kremsier, 1691 bis 1692 Guardian in Olmütz |
| 1679 bis 1681               | Damian Jüttner                                                                             | er war 1682 bis 1683 Guardian in Glogau, 1684 bis 1685 Guardian in Glatz, 1685 bis 1687 Guardian in Jauer, 1688 bis 1690 Guardian in Znaim, 1690 bis 1691 Guardian von Brünn, 1701 bis 1702 Guardian in Schlan, 1703 bis 1704 Guardian in Namslau |
| 1681 bis 1682               | Norbert Reinoldt                                                                           | er war 1678 bis 1679 Guardian in Jauer |
| 1682 bis 1683               | Viktor Schwan                                                                              | er war 1678 bis 1679 Guardian in Tachau |
| 1683 bis 1684               | Johannes Capistranus Müttermüller/Mittelmüller († 13. Mai 1729 in Arnau)                   | er war 1700 bis 1702 Guardian in Trübau |
| 1684 bis 1685               | Amandus Hermann                                                                            | er war 1681 bis 1682 Guardian in Olmütz, 1682 bis (1684) Praesidens in Breslau, 1684 bis 1685 Guardian in Leobschütz, 1687 bis 1690 Provinzialminister |
| 1685 bis 1686               | Johannes Capistranus Müttermüller                                                          | zweite Amtszeit |
| 1686 bis 1688               | Eduard von den Enden/Endten                                                                | zweite Amtszeit |
| 1688 bis 1689               | Gottfried/Gothardus Büttner                                                                | er war 1685 bis 1685 Guardian in Datschitz |
| 1689 bis 1690               | Achatius Knittel                                                                           | er war 1686 bis 1687 Guardian in Neuhaus, 1689 bis 1690 Guardian in Leobschütz, 1691 bis 1692 Guardian in Troppau, 1692 bis 1693 Guardian in Olmütz, 1696 bis 1697 Guardian in Glogau |
| 1690 bis 1691               | Thaddäus Rösner                                                                            | 1683 bis 1684, 1685 bis 1688, 1691 bis 1693 und 1700 bis 1703 Guardian in Namslau, 1695 bis 1696 Guardian in Trübau, 1696 bis 1697 Guardian in Jauer, 1698 bis 1699 Guardian in Troppau |
| 1691 bis 1693               | Marcus Habermann                                                                           | er war 1689 bis 1690 Guardian in Schlan, 1693 bis 1694 Guardian in Namslau, 1695 bis 1697 Guardian in Brünn, 1703 bis 1705 Guardian in Jauer |
| 1693 bis 1894               | Ernestus Graupe                                                                            | |
| 1694 bis 1695               | Maximilian Taubenheim                                                                      | er war 1665 bis 1666 Guardian in Glogau, 1668 bis 1669 Guardian in Kremsier, 1669 bis 1670 Guardian in Glatz, 1672 bis 1673 Guardian in Znaim, 1674 bis 1675 Guardian in Kaaden, 1679 bis 1681 Guardian in Troppau |
| 1695 bis 1697               | Ernestus Kraupe/Graupe                                                                     | er war 1700 bis 1701 Guardian in Troppau, 1705 bis 1707 Guardian in Trübau |
| 1697 bis 1698               | Markus Habermann                                                                           | zweite Amtszeit |
| 1698 bis 1699               | Wenzeslaus Heldt                                                                           | |
| 1699 bis 1702               | Markus Habermann                                                                           | dritte Amtszeit |
| 1702 bis 1703               | Joachim Teichmann († 1708, wurde in Jauer beigesetzt, da die Kirche noch nicht fertig war) | er war 1704 bis 1708 Praesidens in Goldberg |
| 1703 bis 1704               | Cosmas Zorisch                                                                             | er war 1707 bis 1710 Guardian in Troppau, 1711 bis 1712 Guardian in Jauer, 1712 bis 1713 Guardian in Neisse, 1716 bis 1719 Provinzial |
| 1704 bis 1706               | Basilius Frantzke                                                                          | er war 1701 bis 1702 Guardian in Neuhaus, 1704 bis 1706 Guardian in Leobschütz, 1708 bis 1709 Praesidens in Goldberg, 1723 bis 1724 Guardian in Liegnitz, 1724 bis 1725 Guardian in Brünn, 1725 bis 1726 Guardian in Znaim |
| 1706 bis 1708               | Mauritius Halbiger                                                                         | er war 1703 bis 1704 Guardian in Arnau, 1705 bis 1706 Guardian in Haindorf |
| 1708 bis 1709               | Christinus Sine                                                                            | er war 1711 bis 1714 Guardian in Kremsier, 1716 bis 1717 Guardian in Breslau, 1717 bis 1719 Guardian in Olmütz, 1720 bis 1723 Guardian in Znaim |
| 1709 bis 1710               | Antoninus Rohn                                                                             | er war 1711 bis 1714 Guardian in Pilsen |
| 1710 bis 1713               | Wolffgangus Promberger/Bromberger                                                          | er war 1700 bis 1701 Guardian in Glogau, 1706 bis 1709 Guardian in Jauer, 1714 bis 1717 Guardian in Arnau |
| 1713 bis 1714               | Coelestinus Zorisch                                                                        | er war 1715 bis 1718 Guardian in Kremsier, 1719 bis 1722 Guardian in Troppau, 1723 bis 1725 Guardian in Znaim, 1727 bis 1729 Guardian in Jauer, 1729 bis 1730 Guardian in Ratibor |
| 1714 bis 1715               | Stanislaus Heldt                                                                           | |
| 1715 bis 1716               | Joachim Preis                                                                              | er war 1717 bis 1720 Guardian in Glogau, 1722 bis 1723 Guardian in Trübau |
| 1716 bis 1717               | Stanislaus Heldt                                                                           | zweite Amtszeit |
| 1717 bis 1718               | Vincent Kopff/Köpff/Köpft († 26. November 1729 in Brünn)                                   | er war 1709 bis 1710 Guardian in Haindorf, 1715 bis 1717 Guardian in Olmütz, 1717 bis 1718 Guardian in Leobschütz, 1724 bis 1726 Guardian in Ratibor |
| 1718 bis 1719               | Wolffgangus Bromberger/Promberger                                                          | er war 1700 bis 1701 Guardian in Glogau, 1706 bis 1709 Guardian in Jauer, 1714 bis 1717 Guardian in Arnau |
| 1719 bis 1720               | Germanus Kraus                                                                             | er war 1719 bis 1720 Guardian in Leobschütz, 1721 bis 1722 Guardian in Neisse, 1730 bis 1733, 1734 bis 1736 und 1737 bis 1738 Guardian in Kaaden |
| 1720 bis 1721               | Cyrillus Fritz                                                                             | er war 1720 bis 1721 Guardian in Leobschütz, 1734 bis 1735 Guardian in Neisse, 1737 bis 1738 Guardian in Goldberg |
| 1721 bis 1722               | Joachim Preis/Preiß                                                                        | er war 1717 bis 1720 Guardian in Glogau, 1722 bis 1723 Guardian in Trübau |
| 1722 bis 1723               | Firminus Illmer                                                                            | |
| 1723 bis 1724               | Arsenius/Anselmus Kligel                                                                   | |
| 1724 bis 1725               | Raphael Ungerathen                                                                         | er war 1720 bis 1721 und 1725 bis 1727 Guardian in Neisse, 1729 bis 1732 Guardian in Brünn, 1734 bis 1737 Guardian in Troppau |
| 1725 bis 1726               | Coelestinus Zorisch                                                                        | zweite Amtszeit |
| 1726 bis 1729               | Ludovicus Ruprecht                                                                         | er war 1710 bis 1711 Praesidens in Goldberg, 1722 bis 1723 Guardian in Jauer, 1724 bis 1725 Guardian in Trübau |
| 1729 bis 1730               | Hiacynthus/Hyacinthus Künischer                                                            | er war 1729 bis 1730 Guardian in Leobschütz, 1732 bis 1733 Guardian in Namslau, 1733 bis 1735 Guardian in Glatz, 1736 bis 1738 Guardian in Trübau, 1738 bis 1739 Guardian in Kremsier |
| 1730 bis 1731               | Theodorus Strauch                                                                          | |
| 1731 bis 1734               | Christophorus Mentzel                                                                      | er war 1729 bis 1730 Guardian in Haindorf, 1735 bis 1736 Guardian in Liegnitz, 1736 bis 1738 Guardian in Olmütz |
| 1734 bis 1735               | Narcissus Senfft                                                                           | er war 1738 bis 1740 Guardian in Olmütz |
| 1735 bis 1736               | Bonaventura Nitsche                                                                        | |
| 1736 bis 1737               | Christophorus Nitschel                                                                     | |
| 1737 bis 1740               | Bonaventura Nitsche                                                                        | zweite Amtszeit |
| 1740 bis 1741               | Narcissus Senfft                                                                           | zweite Amtszeit |
| 1741 bis 1742               | Pius Krist                                                                                 | er war 1735 bis 1736 Guardian in Trübau, 1741 bis 1742 Guardian in Leobschütz, 1743 bis 1745 Guardian in Znaim, 1737 bis 1738 Guardian in Breslau, 1738 bis 1740 Guardian in Prag |
| 1743 bis 1744               | Linus Model                                                                                | |
| 1744 bis 1746               | Rochus Ulbrich                                                                             | er war 1719 bis 1720 Guardian in Namslau, 1721 bis 1722 Guardian in Jauer, 1723 bis 1726 Guardian in Prag, 1727 bis 1728 Guardian in Olmütz, 1730 bis 1732 Guardian in Neisse, 1735 bis 1738 Guardian in Glatz, 1739 bis 1741 Guardian in Troppau |
| 1746 bis 1747               | Zephyrinus Pannwitz                                                                        | ab 20. Januar 1755 zuerst Kommissar, dann erster Provinzialminister der Schlesischen Ordensprovinz, 1752 Guardian in Neisse |
| 1747 bis 1748               | Wenceslaus/Wenzeslaus Fissel († 27. Dezember 1763 in Arnau)                                | Fissel war 1733 bis 1734 Guardian in Ratibor, 1735 bis 1738 Guardian in Arnau, 1739 bis 1742 Guardian in Brünn, 1745 Guardian in Troppau, 1747 bis 1748 Guardian in Leobschütz, Fridericus Fritz, Vikar, Rochus Ulbrich, Diffinitor, Cosmas Werner, Lector Sac. Bibl., Nicolaus Kunert, Sonntagsprediger, Germanus Wolff, Sonntagsprediger                                              |
| 1748 bis 1749               | Eligius Linzinger/Lintzinger                                                               | er war 1730 bis 1731 Guardian in Kremsier, 1732 bis 1733 Guardian in Schlan, 1736 bis 1738 Guardian in Neisse, 1738 bis 1739 Guardian in Kaaden, 1740 bis 1741 Guardian in Glogau, 1744 bis 1746 Guardian in Glatz, 1748 bis 1749 Guardian in Leobschütz |
| 1749 bis 1750               | Bonagratia Prunner                                                                         | er war 1751 Guardian in Neisse |
| 1750 bis 1751               | Paulinus Schüttler/Schittler                                                               | er war 1753 bis 1754 Guardian in Jauer |
| 1751 bis 1752               | Andreas d. Comit./Conti Pauer                                                              | |
| 1752 bis 1753               | Patricius Galli/Golli                                                                      | er war 1752 bis 1753 Guardian in Leobschütz, 1754 Guardian in Neisse, 1758 Guardian in Breslau, Terentianus Hollinger, Vikar |
| 1753 bis 1754               | Hyazinth Possolth                                                                          | |
| 1754 bis 1755               | Montanus Meixner/Meißner                                                                   | Meixner war 1764 Guardian in Neisse, 1769 bis 1771 Guardian in Ratibor, Paulus Teinert, Vikar |
| 27. September 1755 bis 1759 | Cyrinus Koblitz                                                                            | er war 1744 bis 1745 Guardian in Glogau, 1752 bis 1753 Guardian in Goldberg, Zephyrinus Pannwitz, Lektor der Theologie, Kommissar der schlesischen Franziskanerprovinz, Rosius Rosenberger, Definitor der Schlesischen Provinz & Sekretär, Lucius Baudisch, Definitor und Rektor des Gymnasiums, Urbanus Urbani, Vikar                                                                  |
| (1760)                      | Ezechiel König                                                                             | |
| (1761)                      | Calicanus Klösel                                                                           | |
| (1762)                      | Columban Richter                                                                           | |
| (1763)                      | Servatius Liebig                                                                           | |
| (1764)                      | Daniel Tschöcke                                                                            | Guardian, Claudianus Plener, Vikar |
| (1765) bis (1766)           | Evaristus Mersch                                                                           | |
| (1767)                      | Johannes Kluger                                                                            | |
| (1768)                      | Eduardus Nikisch                                                                           | |
| (1769)                      | Turianus Keller/Jurianus Käller                                                            | Keller war 1764 Guardian in Jauer, Josephus Gros, Kustos, Robertus Raffler, Vikar |
| (1770) bis (1772)           | Eduardus Nikisch                                                                           | |
| (1773) bis (1774)           | Camerinus Ditsche                                                                          | |
| (1776)                      | Athanasius Rothe                                                                           | |
| (1777) bis (1779)           | Balthasar Opitz                                                                            | Opitz war 1769 Guardian in Glogau, 1778 bis 1779 Guardian in Leobschütz, 1782 Guardian in Neisse, Christianus Fengler, Provinzialkustos & Rektor des Gymnasiums, Godefridus Basler, Diffinitor der schlesischen Ordensprovinz, Barnabas Polcke, Vikar, Hermannus Rösner, Schulmeister 1779: Columbanus Richter, Diffinitor, Peregrinus Adolph, Sonntagsprediger, Barnabas Polcke, Vikar |
| (1780) bis (1781)           | Camerinus Ditsche                                                                          | Ditsche war 1769 Guardian in Ratibor, 1779 Guardian in Jauer, Barnabas Polcke, Vikar |
| (1782) bis (1784)           | Johann Nepomuk Hansel                                                                      | Godefridus Basler, Provinzialkustos, Barnabas Polcke, Vikar 1780 Guardian in Goldberg, vor 1798 Provinzialminister der Schlesischen Franziskanerprovinz, 1789 und 1798 Guardian in Breslau |
| (1785)                      | Philippus Hirschberger                                                                     | |
| (1786) bis (1787)           | Franciskus Melchiori                                                                       | |
| (1788)                      | Hermenegild Ploske                                                                         | |
| (1789)                      | Herrmann Rösner                                                                            | Rösner war 1794 Guardian in Ratibor, Julius Tlach, Diffinitor, Barnabas Polcke, Vikar, Petrus Hockisch, Konventsordinarius, Antonius Klemt, Wenzeslaus Figura, Chrysostomus Böbel, Lucas Arleth, Professoren am Gymnasium |
| (1790 bis (1792)            | Bernard Kluske                                                                             | |
| (1793)                      | Franziskus Doer                                                                            | |
| (1794)                      | Donulus Wanke                                                                              | |
| (1795)                      | Petrus Grüner                                                                              | |
| (1796) bis 1801)            | Antonius Klembt                                                                            | |
| (1802)                      | Petrus Jokisch                                                                             | |
| (1806)                      | Antonius Klembt                                                                            | |
| (1803)                      | Paulus Pietsch                                                                             | |
| (1804) bis (1805)           | Chrysostomus Boebel                                                                        | |
| 1807 bis 1810               | Samuel Koenig (* 1. Dezember 1772 in Bladen, † 27. Oktober 1849)                           | Praesidens! 1809: Guardian, Balthasar Krayczy, Vikar 1809: Alex Strasburger, Vikar |

## Weblink
- Youtube-Video Głubczycki Klasztor Ojców Franciszkanów (Polnisch, Einstellungen ändern auf deutsche Untertitel)